# 신생아용혈병
신생아용혈병, 신생아 용혈성 질환(hemolytic disease of the newborn) 또는 태아적아세포증, 태아적혈모구증(erythroblastosis fetalis)은 출생 시점에 태아에 발달하는 동종면역 질환으로, 산모가 만들어내는 면역글로불린 G(IgG) 분자들(5개 주 유형의 항체중 하나)가 태반을 통과하면서 발생한다. 이 항체들 중 일부는 태아순환 중 적혈구의 항원을 공격하여 용혈 반응을 일으킨다. 빈혈로 발전할 수 있다.

## 진단
- 빌리루빈 수치를 포함한 황달 시험
- 일반 혈액 검사

## 같이 보기
- 동종면역

## 문헌
- Geifman-Holtzman O, Wojtowycz M, Kosmas E, Artal R (February 1997). “Female alloimmunization with antibodies known to cause hemolytic disease”. 《Obstetrics and Gynecology》 89 (2): 272–5. doi:10.1016/S0029-7844(96)00434-6. PMID 9015034. S2CID 36953155.
- Mollison PL, Engelfriet CP, Contreras M (1997). 《Blood Transfusion in Clinical Medicine》 10판. Oxford, UK: Blackwell Science. ISBN 978-0-86542-881-2.
- Dean L (2005). 〈Hemolytic disease of the newborn〉. 《Blood Groups and Red Blood Cell Antigens》. National Center for Biotechnology Information.